# 코니 하인즈

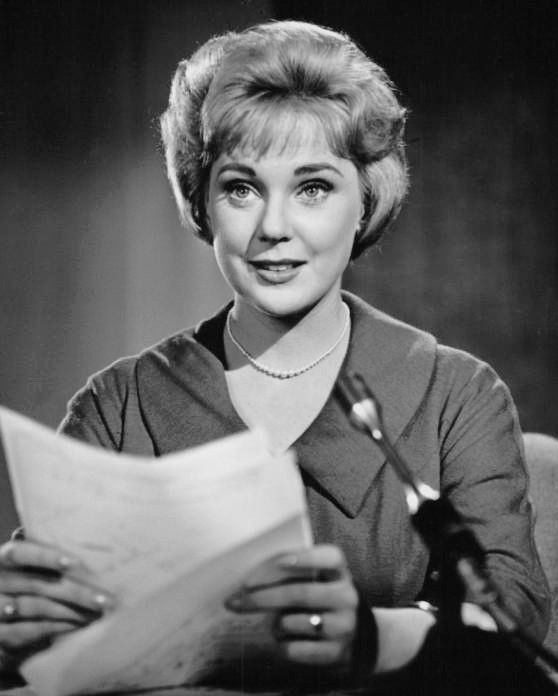

코니 하인즈(Connie Hines, 1921년 3월 24일 ~ 2009년 12월 18일)는 미국의 텔레비전 배우, 영화배우이다.
매사추세츠주 데덤 출생이며 캘리포니아주 베벌리힐스에서 타계하였다.